# 大鰭奈氏鱈
大鰭奈氏鱈，為輻鰭魚綱鱈形目鼠尾鱈科的其中一種，分布於印度太平洋莫三比克外海至夏威夷海域，屬深海底棲性魚類，深度353-786公尺，體長可達27公分，棲息在底層水域，生活習性不明。